# Copa FA de Tailandia
La Copa FA de Tailandia (en tailandés: ไทยเอฟเอคัพ) es la copa nacional y el torneo de eliminatorias a nivel de clubes más importante del fútbol en Tailandia y es administrado por la Asociación de Fútbol de Tailandia.
Fue creado en el año 1980, y fue cancelado en el 2001, aunque el torneo fue reanudado en el año 2009 con la participación de equipos de la Liga Premier de Tailandia, Primera División de Tailandia, Segunda División de Tailandia, así como equipos universitarios, escuelas de fútbol y equipos filiales, los cuales juegan bajo un sistema de eliminación directa.
Desde la edición 2009 la final se disputa en el Estadio Suphachalasai de la ciudad de Bangkok. 
El equipo que se consagra campeón disputa con el vencedor de la Liga de Tailandia la Copa Kor Royal o Supercopa de Tailandia.

## Palmarés
| Temporada | Campeón                                                  | Resultado         | Finalista             | Sede de la final                |
| --------- | -------------------------------------------------------- | ----------------- | --------------------- | ------------------------------- |
| 1975      | Raj Pracha                                               |                   |                       | -----                           |
| 1976      | Raj Pracha                                               |                   |                       | -----                           |
| 1977-79   | No disputada                                             | No disputada      | No disputada          | No disputada                    |
| 1980      | Bangkok Bank                                             |                   |                       | -----                           |
| 1981      | Bangkok Bank                                             |                   |                       | -----                           |
| 1982-83   | No disputada                                             | No disputada      | No disputada          | No disputada                    |
| 1984      | Lopburi FC                                               | 5 - 1             | Chanthaburi FC        | -----                           |
| 1985      | Raj Pracha                                               | 2 - 0             | Chaiyaphum            | -----                           |
| 1986-91   | No disputada                                             | No disputada      | No disputada          | No disputada                    |
| 1992      | Raj Pracha                                               |                   |                       | -----                           |
| 1993      | TOT FC                                                   |                   |                       | -----                           |
| 1994      | Raj Pracha                                               |                   |                       | -----                           |
| 1995      | Royal Thai Air Force                                     |                   |                       | -----                           |
| 1996      | Royal Thai Air Force                                     |                   |                       | -----                           |
| 1997      | Sinthana-Chula United                                    |                   |                       | -----                           |
| 1998      | Bangkok Bank                                             |                   |                       | -----                           |
| 1999      | Thai Farmers Bank                                        | 2 - 1             | Osotsapa              | -----                           |
| 2001      | Royal Thai Air Force                                     |                   |                       | -----                           |
| 2002-08   | No disputada                                             | No disputada      | No disputada          | No disputada                    |
| 2009      | Thai Port                                                | 1 - 1 (5-4 pen.)  | BEC Tero Sasana       | Estadio Suphachalasai, Bangkok  |
| 2010      | Chonburi                                                 | 2 - 1             | Muangthong United     | Estadio Suphachalasai, Bangkok  |
| 2011      | Buriram United                                           | 1 - 0             | Muangthong United     | Estadio Suphachalasai, Bangkok  |
| 2012      | Buriram United                                           | 2 - 1             | Army United           | Estadio Suphachalasai, Bangkok  |
| 2013      | Buriram United                                           | 3 - 1             | Bangkok Glass         | Estadio Thammasat, Pathum Thani |
| 2014      | Bangkok Glass                                            | 1 - 0             | Chonburi              | Estadio Suphachalasai, Bangkok  |
| 2015      | Buriram United                                           | 3 - 1             | Muangthong United     | Estadio Suphachalasai, Bangkok  |
| 2016      | Chainat FC Chonburi FC Ratchaburi Mitr Phol Sukhothai FC | Título compartido | ----------            | ---                             |
| 2017      | Chiangrai United                                         | 4–2               | Bangkok United        | Estadio Suphachalasai, Bangkok  |
| 2018      | Chiangrai United                                         | 3–2               | Buriram United        | Estadio Suphachalasai, Bangkok  |
| 2019      | Port FC                                                  | 1–0               | Ratchaburi Mitr Phol  | Estadio LEO, Pathum Thani       |
| 2020–21   | Chiangrai United                                         | 1–1 (4–3 pen.)    | Chonburi FC           | Estadio Thammasat, Pathum Thani |
| 2021–22   | Buriram United                                           | 1–0               | Nakhon Ratchasima     | Estadio Thammasat, Pathum Thani |
| 2022–23   | Buriram United                                           | 2–0               | Bangkok United        | Estadio Thammasat, Pathum Thani |
| 2023–24   | Bangkok United                                           | 1–1 (4–1 pen.)    | Kanchanaburi Power FC | Ratchaburi Stadium, Ratchaburi  |
| 2024–25   |                                                          |                   |                       |                                 |

## Títulos por club
| Club                    | Campeón | Años campeón                       |
| ----------------------- | ------- | ---------------------------------- |
| Buriram United FC       | 6       | 2011, 2012, 2013, 2015, 2022, 2023 |
| Raj Pracha FC           | 5       | 1975, 1976, 1985, 1992, 1994       |
| Bangkok Bank FC †       | 3       | 1980, 1981, 1998                   |
| Air Force United FC     | 3       | 1995, 1996, 2001                   |
| Chiangrai United FC     | 3       | 2017, 2018, 2021                   |
| Chonburi FC             | 2       | 2010, 2016*                        |
| Thai Port FC            | 2       | 2009, 2019                         |
| Lopburi FC              | 1       | 1984                               |
| TOT FC †                | 1       | 1993                               |
| Sinthana-Chula United † | 1       | 1997                               |
| Thai Farmers Bank FC †  | 1       | 1999                               |
| Bangkok Glass FC        | 1       | 2014                               |
| Chainat FC              | 1       | 2016*                              |
| Ratchaburi FC           | 1       | 2016*                              |
| Sukhothai FC            | 1       | 2016*                              |
| Port FC                 | 1       | 2019                               |
| Bangkok United          | 1       | 2024                               |

- (*) Título compartido
- † Equipo desaparecido.